# Allium michoacanum
Allium michoacanum — вид трав'янистих рослин родини амарилісові (Amaryllidaceae), ендемік штату Мічуакан, Мексика.

## Поширення
Ендемік штату Мічуакан, Мексика.